# Ordre d'Ismaïl

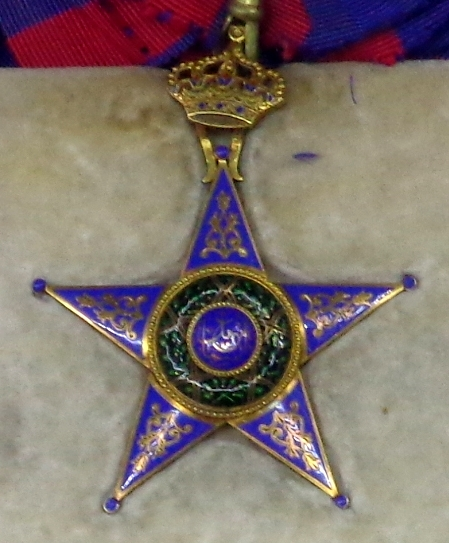
Insigne de grand-croix de l'ordre d’Ismaïl (Nishan al-Ismail) entre 1923 et 1946 exposé au musée des ordres de chevalerie de Tallinn, Estonie.

L'ordre d'Ismaïl (Nishan al-Ismail) est un ordre de chevalerie honorifique du royaume d'Égypte.

## Historique
L'ordre est institué le 14 avril 1915 par le sultan Hussein Kamal pour récompenser les personnes ayant rendu des services éminents à l'État. La récompense a été dénommée d'après Ismaïl Pacha et pouvait être attribuée tant aux ressortissants nationaux qu'aux étrangers.
L'ordre est aboli en 1953 lors de l'avènement de la république d'Égypte.

## Classes
Il existe quatre classes dans l'ordre d'Ismaïl :
- Grand cordon (limité à trente récipiendaires)
- Grand officier (limité à septante récipiendaires)
- Commandeur (limité à cent cinquante récipiendaires)
- Officier (limité à trois cents récipiendaires)